# Johannes Roloff

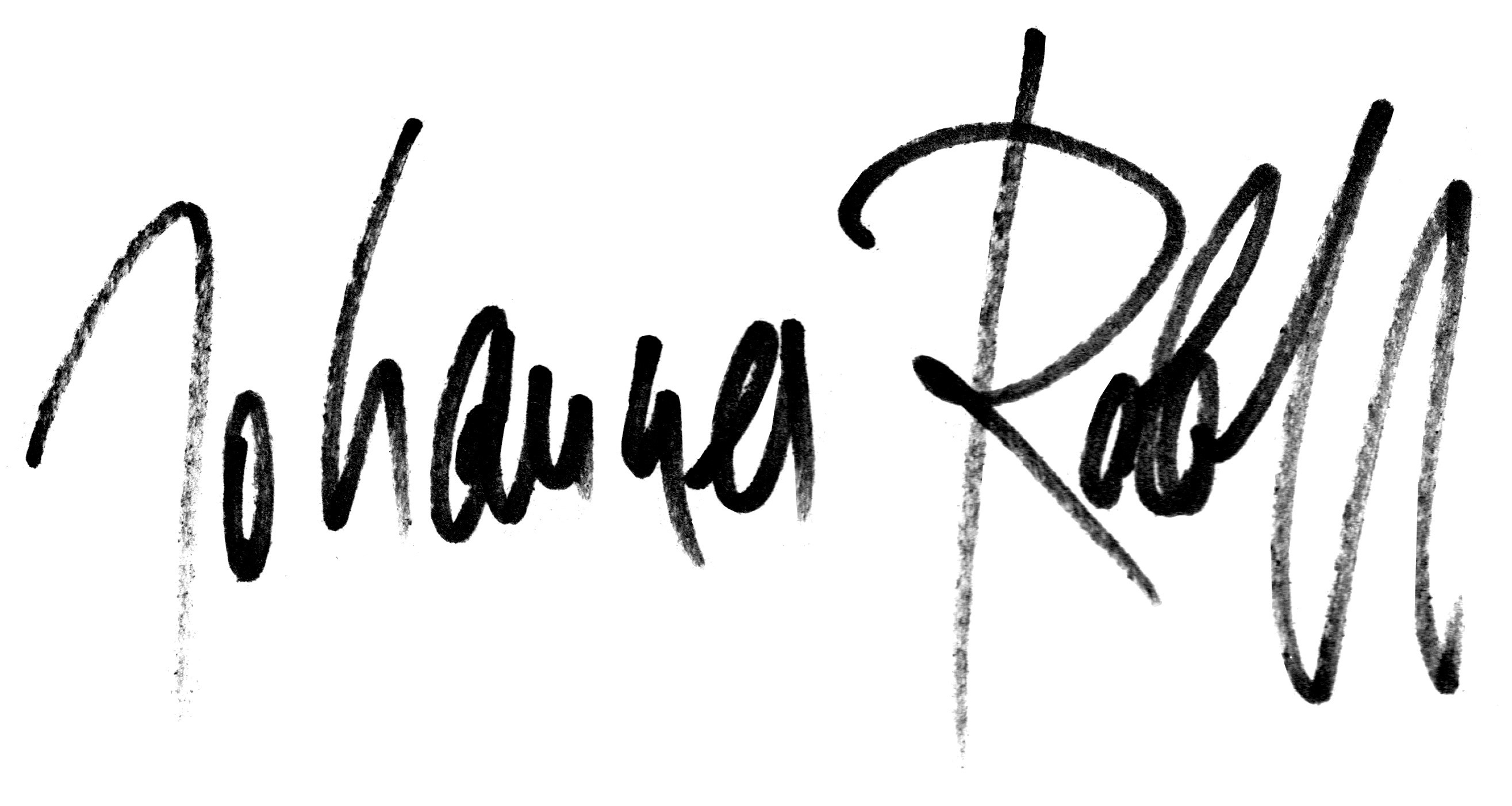
Signatur, 1991

Johannes Roloff (* 1957 in Berlin) ist ein deutscher Pianist und Arrangeur. Er ist ein Sohn des Pianisten Helmut Roloff.

## Leben und Wirken
Johannes Roloff begann mit sieben Jahren Klavier zu spielen. Er nahm von 1970 bis 1975 Cello-Unterricht und studierte von 1977 bis 1983 Klavier in Berlin und München. Konzertreisen führten ihn in verschiedene Städte der Bundesrepublik und der DDR, nach Japan, Kanada und auf die Kanarischen Inseln. Neben seiner pianistischen Tätigkeit komponierte er Theater- und Film-Musik, z. B. für Witold Gombrowiczs „Operette“ (aufgeführt im Sommer 1987 im Berliner Hebbel-Theater) und für den Zeichentrickfilm „Der kleine Prinz“, der im Dezember 1990 vom ZDF ausgestrahlt wurde. Im April 1988 spielte er mit dem Symphonischen Orchester Berlin in der Philharmonie Beethovens Klavierkonzert Nr. 1. Im Januar 1989 gab Roloff ein Solo-Debüt im Kammermusiksaal der Philharmonie mit Werken von Bach, Berg, Weber und Prokofjew.
Bekannt wurde er dann als musikalischer Leiter und Arrangeur des Comedy-Trios Geschwister Pfister, mit dem er seit 1991 zusammen arbeitet. Roloff arrangierte die Musik der Operette Im weißen Rößl für die Berliner Inszenierung von Christoph Marti in der Bar Jeder Vernunft. Das Arrangement wurde vom Verlag Felix Bloch Erben als Kurzfassung anerkannt.
In der Spielzeit 2009/10 ist er am Theater St. Gallen als musikalischer Leiter des Schweizer Musicals Bibi Balù engagiert, bei dem auch Tobias Bonn (Toni Pfister) und Christoph Marti (Ursli Pfister) mitwirken.

## Komponist von Film- und Bühnenmusiken
- 1987 Theaterstück Operette von Witold Gombrowicz
- 1990 Zeichentrickfilm Der kleine Prinz

## Diskografie
- 1993 – Ursli Pfister – A Pure Joy
- 1994 – Im weißen Rößl
- 1995 – March for Glory
- 1996 – Turn off the Bubble Machine
- 1997 – The Great Space Swindle
- 1999 – The Voice of Snow White
- 2000 – On the Run, Eine Reise ins Glück
- 2002 – Ursula West – Daughter of Country
- 2002 – Have a Ball!
- 2002 – Therapie Zwecklos
- 2005 – Ursula West – A Legend in my Time
- 2008 – American Dreams – Ursli Pfister singt Randy Newman

- 2001 – Ludwig van Beethoven: Klaviersonaten op. 109, 110, 111 – Aufzeichnung des Konzerts in der Kirche zum Heiligen Kreuz, Berlin-Kreuzberg am 25. November 2001
- 2005 – Johann Sebastian Bach: Goldberg-Variationen – Aufzeichnung des Konzerts in der Passionskirche, Berlin-Kreuzberg am 15. Januar 2005
- 2006 – Joseph Haydn: Variationen f-moll und Ludwig van Beethoven: Diabelli-Variationen – Aufzeichnung des Konzerts in der Passionskirche, Berlin-Kreuzberg am 23. November 2006